# Falcinodes corvinaria
Falcinodes corvinaria är en fjärilsart som beskrevs av Achille Guenée 1857. Falcinodes corvinaria ingår i släktet Falcinodes och familjen Uraniidae. Inga underarter finns listade i Catalogue of Life.